# Davide Pacanowski

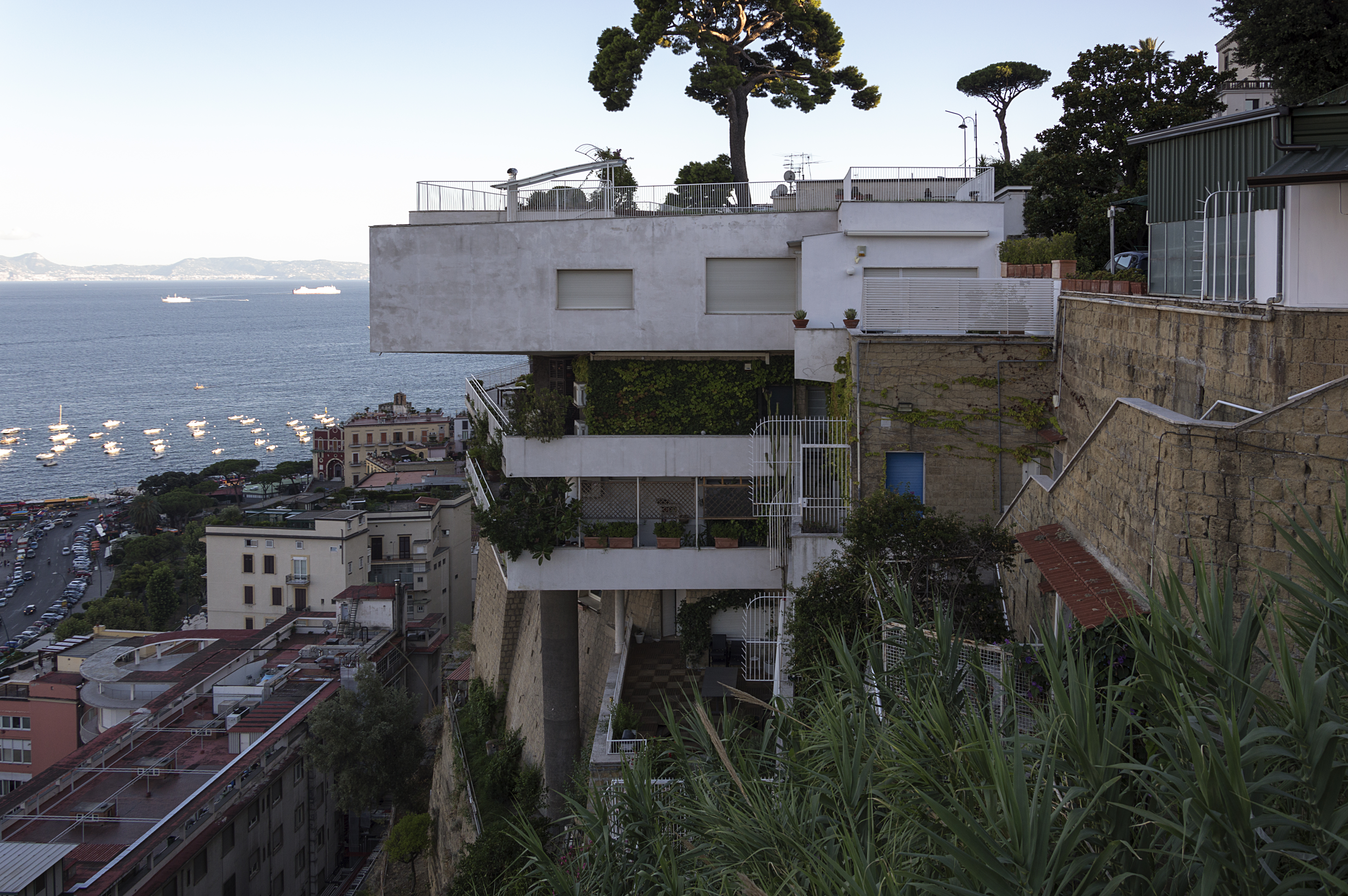
Villa Crespi, Napoli

Davide Pacanowski (Łódź, 4 gennaio 1905 – Roma, 4 agosto 1998) è stato un ingegnere e architetto polacco naturalizzato italiano.

## Biografia
Figlio di Hermann, industriale tessile, e di Augusta Roth, scultrice, nacque in un'antica famiglia ebraica. Ebbe due sorelle: Felicia, pittrice all'École de Paris, ed Erna, pianista; quest'ultima morirà durante la Shoah in un campo di concentramento tedesco, assieme ai genitori.
Laureato in ingegneria al Politecnico di Milano, nel 1928 si trasferì a Londra e successivamente a Parigi, ove divenne allievo di Le Corbusier in qualità di ingegnere specializzato in calcestruzzo armato. Ritornato in Italia nel 1934, vi si stabilì definitivamente, progettando numerose strutture tra Milano, Campobassohttp://www.casadellarchitettura.eu/fascicolo/data/2011-03-15_441_1843.pdf, Roma Caserta e Napoli.
Sempre a Napoli, partecipò invano nel 1938 ai concorsi per il completamento del rione Carità. In seguito, con l'emanazione delle leggi razziali Pacanowski venne internato in un campo di concentramento a Sepino. Ivi, curò il ritrovamento dell'antica città, venendo insignito nel 1944 della cittadinanza onoraria insieme ad Amedeo Maiuri.
Nel dopoguerra progettò in Napoli importati edifici privati come Villa Crespi e Villa Maderna, ambedue sulla collina di Posillipo, esprimendo particolarmente il suo concetto di architettura razionalista; la prima villa fu criticata notevolmente, sebbene dalla rivista Epoca fosse stata considerata tra le più belle del mondo.
Nel corso della sua carriera, inoltre, operò significativi interventi nell’ambito dell’architettura popolare, collaborando con architetti quali Stefano Paciello, Carlo Cocchia e Michele Capobianco. Compí opere di edilizia sociale a Napoli, Benevento, Termoli, Boiano e Casacalenda. 
Tra le sue ultime opere figurano l'edificio della SIP in Napoli sul monte Echia, edificato tra il 1959 e 1966, la Chiesa di Sant'Antonio di Padova a Foggia del 1966 e la stazione superiore della Funicolare di Capri.